# Lacustricola matthesi
Lacustricola matthesi es una especie de pez ciprinodontiforme de la familia de los pecílidos.

## Morfología
Los machos pueden alcanzar los 3,9 cm de longitud total.

## Distribución
Se encuentran en África: Tanzania y Zambia.